# Yekaterina Grigoryeva
Pour les articles homonymes, voir Grigorieva.
Yekaterina Grigoryeva, née Leshchova le 21 avril 1974, est une athlète russe, évoluant sur le sprint. Son principal résultat est une médaille d'argent sur 100 m lors des championnats d'Europe d'athlétisme de 2006.

## Palmarès
Jeux olympiques d'été
- Jeux olympiques d'été de 1996 à Atlanta ( États-Unis)
  - 4e avec le relais 4 × 100 m

Championnats du monde d'athlétisme
- Championnats du monde d'athlétisme de 1997 à Athènes ( Grèce)
  - 4e sur 200 m
- Championnats du monde d'athlétisme de 2007 à Osaka ( Japon)
  - éliminée en quart de finale sur 100 m
  - 5e en relais 4 × 100 m

Championnats d'Europe d'athlétisme
- Championnats d'Europe d'athlétisme de 2006 à Göteborg ( Suède)
  -  Médaille d'argent sur 100 m
  -  Médaille d'or en relais 4 × 100 m

Championnats d'Europe d'athlétisme en salle
- Championnats d'Europe d'athlétisme de 2000 à Gand ( Belgique)
  -  Médaille de bronze sur 200 m